# Oto Agripino Maia
Oto Agripino Maia GOMM • OIH (Mossoró, 06 de abril de 1943-) é um diplomata, jurista e professor brasileiro que fez carreira no Ministério das Relações Exteriores do Brasil.  

## Biografia
Era filho de Tarcísio de Vasconcelos Maia. Nasceu em Mossoró, onde iniciou os estudos no Colégio Diocesano Santa Luzia. Depois, mudou-se para a capital Natal, onde passou a estudar no Colégio Santo Antônio (Marista) e no Atheneu Norte-Rio-Grandense. Quando seu pai foi eleito Deputado Federal pela União Democrática Nacional (UDN), mudou-se com a família para o Rio de Janeiro em 1958, Oto concluiu o curso secundário no Colégio Andrews, em Botafogo, e em seguida prestou exame vestibular e fez estudos de Direito na Faculdade de Direito da Universidade do Estado da Guanabara ("Faculdade do Catete"), onde desenvolveu militância política no âmbito do Centro Acadêmico Luiz Carpenter (CALC) e da União Nacional de Estudantes (UNE). Foi aprovado em 1964 no concurso de admissão do Itamaraty e completou no Rio de Janeiro o Curso de Preparação à Carreira de Diplomata do Instituto Rio Branco. Já como Primeiro Secretário fez o Curso de Altos Estudos do IRBr, onde sua tese de formação teve como tema "A Reaproximação Entre o Brasil e os Países Socialistas da Europa Oriental, 1945/1962". 
No início da sua carreira serviu como Secretário na Embaixada do Brasil em Londres e na Missão junto da Comunidade Econômica Europeia. Por um curto período em 1983 foi Encarregado de Negócios em Varsóvia. De 1992 a 1995 foi Subsecretário-Geral do Serviço Exterior e de 2007 a 2010 foi Subsecretário-Geral para as Comunidades Brasileiras no Exterior. Foi também Subsecretário-Geral da Presidência da República de 1990 a 1992. Como Subsecretário-Geral para as Comunidades Brasileiras no Exterior organizou as duas primeiras edições da Conferência Brasileiros no Mundo (2008 e 2009), que reuniram lideranças das comunidades brasileiras além fronteiras com representante do Governo federal, do Congresso Nacional e do Judiciário, e que criaram o Conselho de Representantes de Brasileiros no Exterior (CRBE). Integrou, como representante do Ministério das Relações Exteriores, o grupo que apresentou ao Comitê Olímpico Internacional os compromissos referentes à candidatura da cidade do Rio de Janeiro como sede dos Jogos Olímpicos de Verão de 2004.
Foi Cônsul-Geral em Londres, e Embaixador do Brasil na África do Sul, Santa Sé (Vaticano), Suécia e Grécia.
Oto contribuiu com artigos de crítica literária para a revista Cadernos Brasileiros em 1965/66 e para o jornal Correio da Manhã, ambos no Rio de Janeiro. Em 1966 recebeu medalha de ouro do Prêmio Esso de Literatura para Universitários, promovido pelo Jornal de Letras do Rio de Janeiro, com o ensaio "Presente, Passado e Futuro em Manuel Bandeira". Entre 1976 e 1978 foi editorialista do jornal A República, de Natal, RN.
Em 1977, Oto foi admitido pelo presidente António Ramalho Eanes à Ordem do Infante D. Henrique de Portugal no grau de Oficial. Em 1993, Oto foi admitido pelo presidente Itamar Franco à Ordem do Mérito Militar no grau de Grande-Oficial especial.
Oto é filho de Tarcísio Maia, que foi Governador do Rio Grande do Norte, presidente do Instituto de Aposentadoria e Pensões dos Servidores do Estado (IPASE), e presidente, sucessivamente, da Companhia Nacional de Álcalis e da PETROQUISA. É irmão do ex-senador e presidente do Democratas (DEM) José Agripino Maia (DEM/RN).